# Affou Kéïta
Affou Kéïta de son vrai nom Assita Kéïta, est une chanteuse de musique mandingue ivoirienne.
Pour l’anecdote elle acquiert son nom Affou grâce à une voisine Baoulé à qui sa mère avait l’habitude de la confier quand elle allait animer des cérémonies. Cette dernière la renomma "Affoué" un nom de fille Baoulé car elle trouvait que Affou était potelée et ressemblait à un bébé Baoulé.

## Carrière
Affou est originaire du nord de la Côte d'Ivoire, précisément de la région du Denguélé. Dès l'âge de 7 ans, elle développe une passion pour la musique. Pourtant, son père s'opposait fermement à ce qu'elle devienne artiste et entre dans le milieu du showbiz. Affou débute alors sa carrière en animant des cérémonies de mariages et baptêmes aux côtés de sa mère et de ses tantes. Issue d'une famille griotte par sa mère, Hadja Koumba Djan Kouyate, une figure très respectée dans le milieu mandingue, Affou n’a cependant pas hérité de ce statut de griotte.
Sur la scène nationale comme internationale, elle connaît très tôt le succès, en divertissant des communautés en Europe et aux États-Unis. Affou est également la sœur du chanteur Mohamed Diaby et la cousine directe de Madjene Fitini, deux grandes figures de la musique mandingue. Mariée et mère d’un garçon, la diva doit une partie de son succès à la talentueuse Aïcha Koné, qui lui a donné sa première opportunité en l’intégrant comme danseuse dans son groupe.
Affou, qui a commencé dans la musique vers les années 2000 après avoir exercé comme coiffeuse au marché d’Attécoubé, est aujourd’hui l'une des pionnières de la musique mandingue en Côte d’Ivoire. En 2017, elle a rempli le Palais de la Culture d'Abidjan, puis en 2018, elle a fait salle comble à deux reprises au stade de Bouaké, ainsi qu'à ceux de Daloa et Odienné.

## Prix et distinctions
Prix Poro music award de la meilleure artiste féminine: 2015

## Discographie
- 2000 : Ohina ( Album de 8 titres )
- 2002 : Cissè ( Album de 10 titres )
- 2007 : Yiri ( Album de 10 titres )
- 2010 : Le djembé de l’investiture du president ADO  ( Single feat. Madjene Fitini et Mame Miss )
- 2012 : Sababoulé ( Album de 12 titres ) contenant le titre Coucou
- 2012 : Tant Pis ( Single )
- 2015 : Dakan ( Single )
- 2015 : ADO Bon 2015
- 2018 : Miri ( Album de 13 titres ) contenant Nanou Mani & Djamanite
- 2020 : Notre president ADO  ( Single feat. Madjene Fitini et Mame Miss )
- 2021 : C’est Tcho ( Single )
- 2022 : Vahïssa ( Single )
- 2022 : Grofani ( Single )
- 2023 : Sonfo ( Single )
- 2023 : Kouman ( Single )
- 2024 :Koumanba ( Single feat. Mix Premier )
- 2024 : Ça va aller ( Single )
- 2024 : Barola ( Single )